# Makoto Kakuda
Makoto Kakuda (født 10. juli 1983) er en japansk fodboldspiller, som spiller for den japanske fodboldklub V-Varen Nagasaki.